# ÖBB 2143
Die Reihe 2143 der Österreichischen Bundesbahnen (ÖBB) ist eine Reihe vierachsiger dieselhydraulischer Lokomotiven die seit 1964 im Einsatz sind. Die Maschinen wurden von Simmering-Graz-Pauker gebaut und als leichte Universallokomotiven für die nicht elektrifizierten Strecken Österreichs beschafft. Die Schwesterlok der Reihe 2043 wurde von den Jenbacher Werken gebaut. 2043 und 2143 sollten ursprünglich zu einer „Einheitslokomotive“ entwickelt werden, haben aber letztlich nur wenig Gemeinsamkeiten, wie die Steuerung, die Drehgestelle, die hydraulischen Getriebe sowie Zurüstteile. Von den Dieselmotoren (Traktionsdiesel, Heizdiesel und Kompressor) her sind sie völlig unterschiedlich, wobei sich der SGP-Traktionsdieselmotor durch größere Zuverlässigkeit und geringeren Kraftstoffverbrauch besser bewährte.

## Technische Merkmale
Als Antriebsaggregat dient der Reihe 2143 ein SGP-Zwölfzylinder-Viertaktdieselmotor (T12C) mit BBC-Abgasturbolader und Ladeluftkühlung, die Leistung beträgt 1115 kW bei 1.500/min. Die Loks 01-22 erhielten nachträglich eine Weiterentwicklung des Fahrdieselmotors mit acht Zylindern, Direkteinspritzung und höherem Ladedruck. Dieser Typ wurde nach Einstellung des Motorenbaus bei SGP von JW übernommen und als JW 608 DS weitergebaut. Eine auf 820 kW gedrosselte Variante dieses Motors wurde in der Reihe 2068 eingebaut. Ebenfalls vorhanden ist ein Zugheizdieselmotor vom Typ SGP S108a (bei 2143.01-03 ursprünglich S8a, Achtzylindervariante des Motors der 2067) mit gekoppeltem BBC-Generator zur Versorgung von Wagen mit Zugheizsammelschiene 1000 V 16 2/3 Hz Wechselstrom für die Wagenheizung und ein Dieselhilfsaggregat von JW für die Druckluft, die beispielsweise für den Anlassvorgang des Fahrdieselmotors oder die Bremsanlage benötigt wird. Dieser ist jedoch nur in 2143 001-013 vorhanden. Ab der 14. Lokomotive werden die Motoren elektrisch gestartet. Anstatt des Hilfsdiesels wurde der in den E-Loks bewährte Kompressor SGP BRK 15 und größere Batterien für den Startvorgang der Motoren eingebaut. Jeder Motor kann für sich alleine betrieben werden. Infolge des um 4,9 Tonnen leichteren Fahrdieselmotors als der der 2043 konnte der Kasten und Rahmen verstärkter ausgeführt werden, was auch äußerlich bemerkbar ist. Dadurch verzieht sich der Rahmen nicht so leicht im Falle einer Kollision.
Die Kraftübertragung erfolgt mit einem Turbogetriebe von Voith. Analog der Reihe 2043 wurde bis zur Ordnungsnummer 12 ein Dreiwandlergetriebe vom Typ L830rU2 von Voith-Heidenheim eingebaut, ab der Nummer 13 das Zweiwandlergetriebe L720rU2 von Voith-St.Pölten. Der Antrieb der Achsen erfolgt durch Achsgetriebe, auf die das Drehmoment mit Kardanwellen übertragen wird. Obwohl die Achsgetriebe von 2043 und 2143 von unterschiedlichen Herstellern sind, können die Drehgestelle untereinander getauscht werden.
Die Loks von Nummer 2143.34 bis 2143.77 (Baujahr 1972 bis 1977) wurden ab Werk mit einer Vielfachsteuerung ausgerüstet. Hierbei werden bei der ferngesteuerten Lok Fahrdiesel, Antrieb und Zugheizaggregat ferngesteuert.

## Geschichte
Analog der Schwesterreihe 2043 wurden sie hauptsächlich im Personen- und Güterverkehr auf den nichtelektrifizierten Strecken eingesetzt. Die 2143 hauptsächlich in Niederösterreich, Burgenland und der Oststeiermark. Zusätzlich kamen sie um 1995 auch nach Knittelfeld auf die Lavanttalbahn über den Obdacher Sattel und die Strecke nach Frohnsdorf und Pöls. In den 2010er Jahren hatten sie auch ein kurzes Gastspiel im Raum Innsbruck.
Als Erste wurde 1988 die 2143.02 nach einem Unfall in Wien-Donaustadt im Jahre 1986 ausgemustert. Durch Neulieferungen von Lokomotiven der Reihe 2016 (Herkules) werden die Lokomotiven der Reihe 2143 überflüssig und infolgedessen abgestellt. Im Herbst 2006 waren aber teilweise noch 2143 im Raum Wiener Neustadt eingesetzt. 2021 waren nur noch zwei 2143 im Raum Wiener Neustadt im planmäßigen Einsatz, unter anderem die grüne 040. Diese wurde am 18. Februar 2022 abgestellt. Am 11. März 2022 wurde der Einsatz der 2143, mit der Abstellung der 2143 029, offiziell beendet.  2025 wurden sie durch den Verkauf der letzten beiden Vertreter endgültig aus den Listen gestrichen.

## Verbleib
Einige Lokomotiven wurden an private Verkehrsunternehmen verkauft. So besitzt die Stauden-Verkehrs-Gesellschaft mbH (SVG) mit Sitz in Augsburg/Bayern beispielsweise die Loks 2143.06, 18 und 21, die bis 2021 auf der Strecke Immenstadt–Oberstdorf vor den alex-Zügen im Einsatz waren. Die 2143.21 gehörte von 2014 bis 2017 den Wiener Lokalbahnen.
Die Firma RTS Rail Transport Service hat vierzehn Lokomotiven erworben. Davon wurden drei ausgeschlachtet und verschrottet. Der Rest wurde modernisiert, u. a. mit einem CAT-Motor und Vielfachsteuerung per UIC-Kabel. Eine dieser Loks wurde inzwischen zum Ersatzteilspender. 2022 kam 2143 011 als zusätzlicher Ersatzteilspender hinzu.
Fünf Lokomotiven hat der Verein Neue Landesbahn erworben, wovon eine betriebsfähig ist.
Drei Lokomotiven (2143 037, 066, 072) stehen am Gelände des Eisenbahnmuseums Strasshof und gehören dem Eisenbahnunternehmen Austrovapor Bahn-Nostalgie Veranstaltungs-Ges.m.b.H. Die Loks 066 und 072 sind betriebsfähig.
2143 009 ist in Wels und 2143 020 in St. Pölten abgestellt. Die 2143 062 wurde von der regiobahn RB GmbH erworben und hört nun wegen ihrer Farbgebung auf den Namen „Blaue Elise“. 2022 wurden zudem 2143 033 und 035 erworben später folgte 2143 053 als Ersatzteilspender. 2143 064 kam zur ÖGEG.
Mit Stand 2025 existieren insgesamt noch 39 Loks dieser Type.

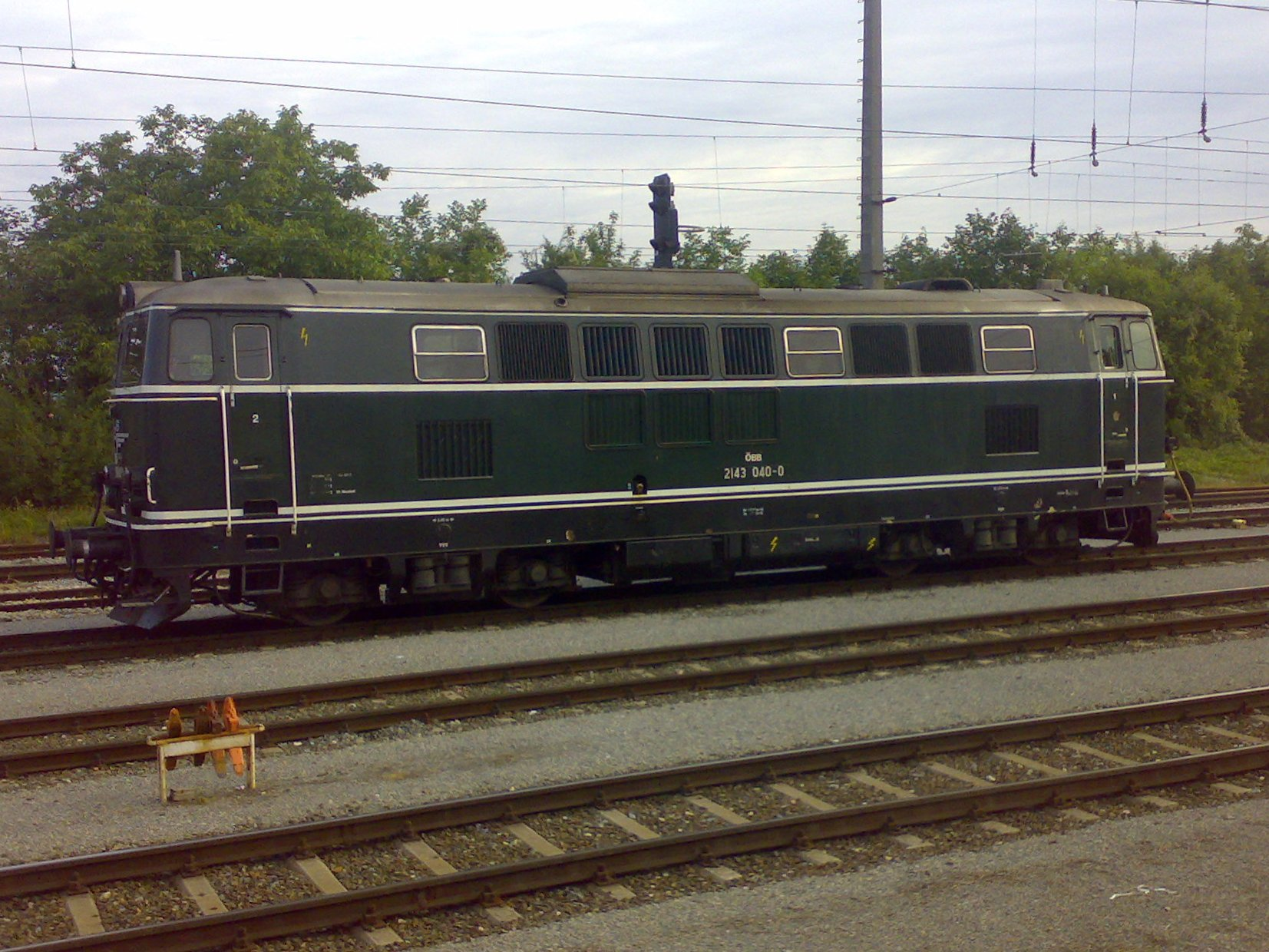
2143 040 in einem annähernd dem Original entsprechenden Nostalgieanstrich
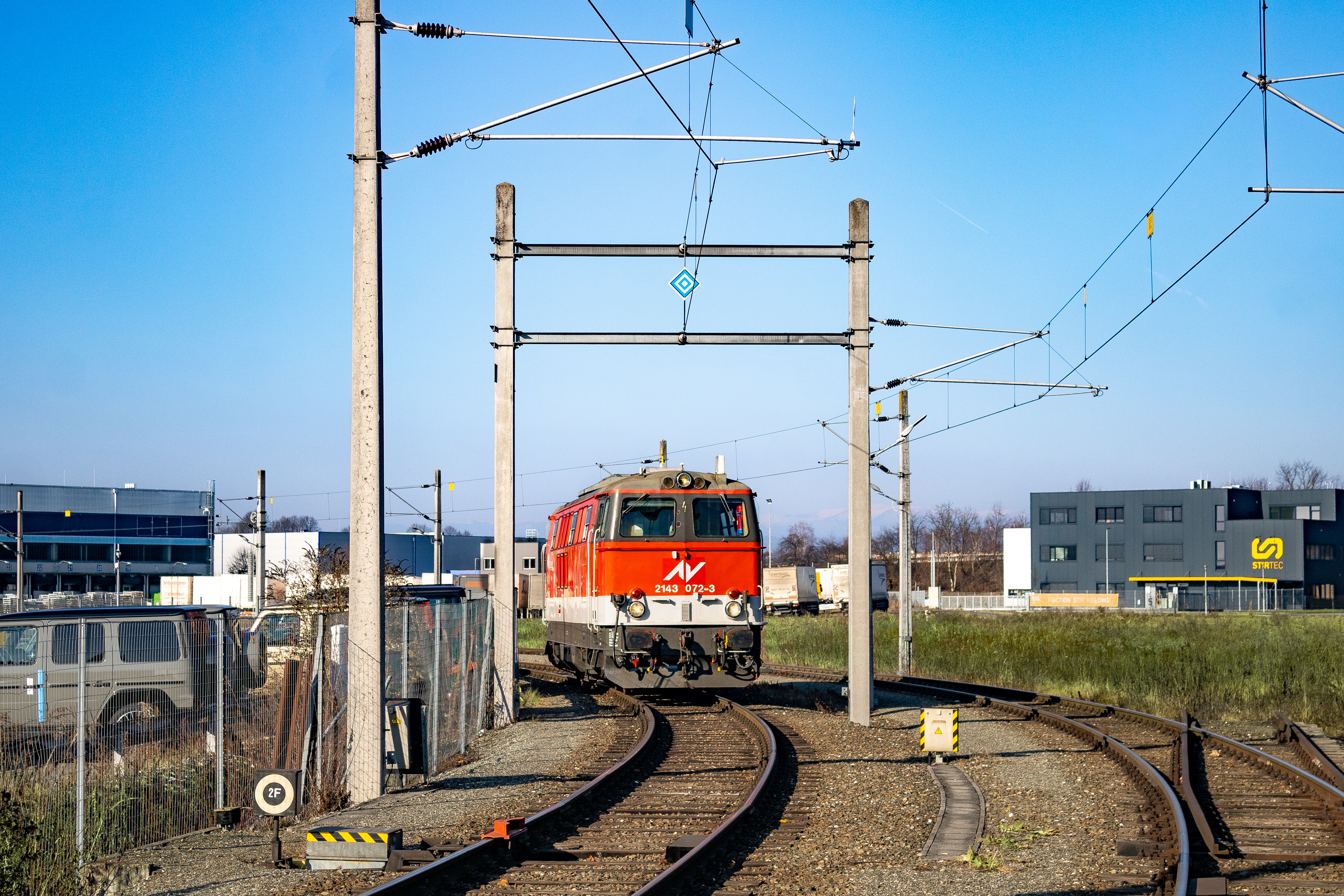
Die 2143 072 steht im Besitz des Unternehmens Austrovapor Bahn-Nostalgie Veranstaltungs-Ges.m.b.H (Kalsdorf, 2025)
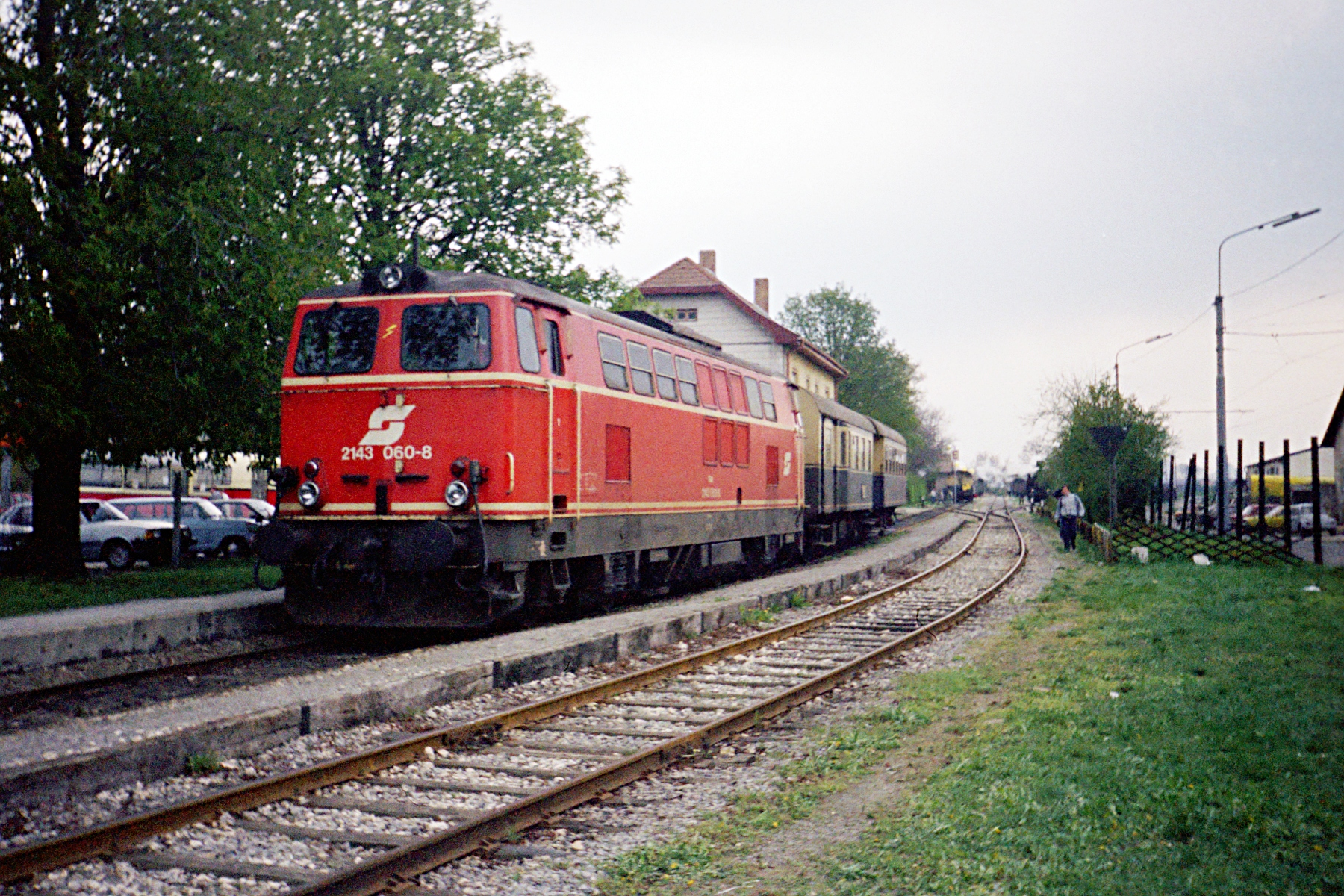
2143 060-8 im blutorangen Anstrich der 1980er-Jahre im Bahnhof Stammersdorf
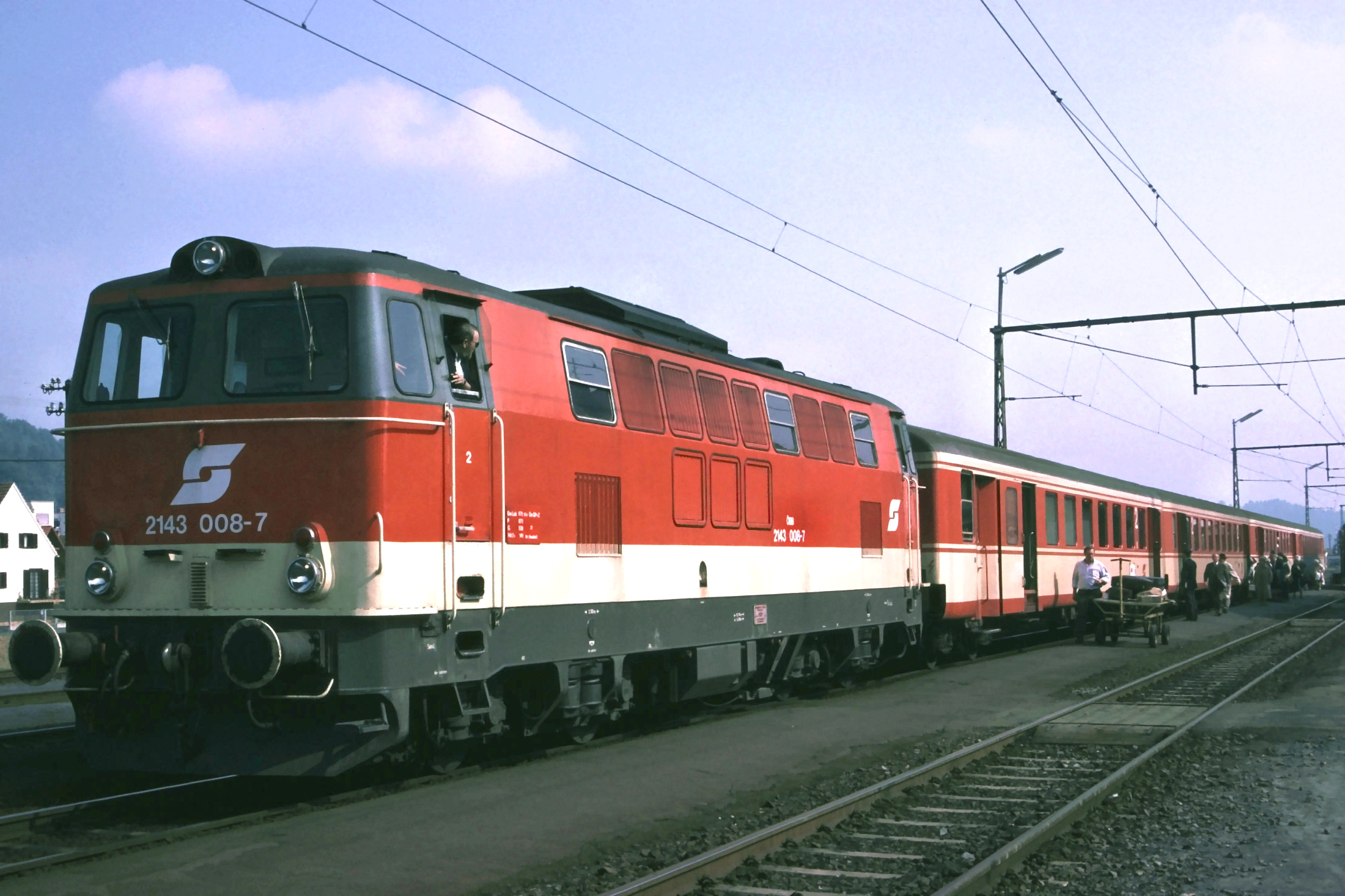
2143 008-7 in Feldbach (Steiermark), am 5. Okt. 1988
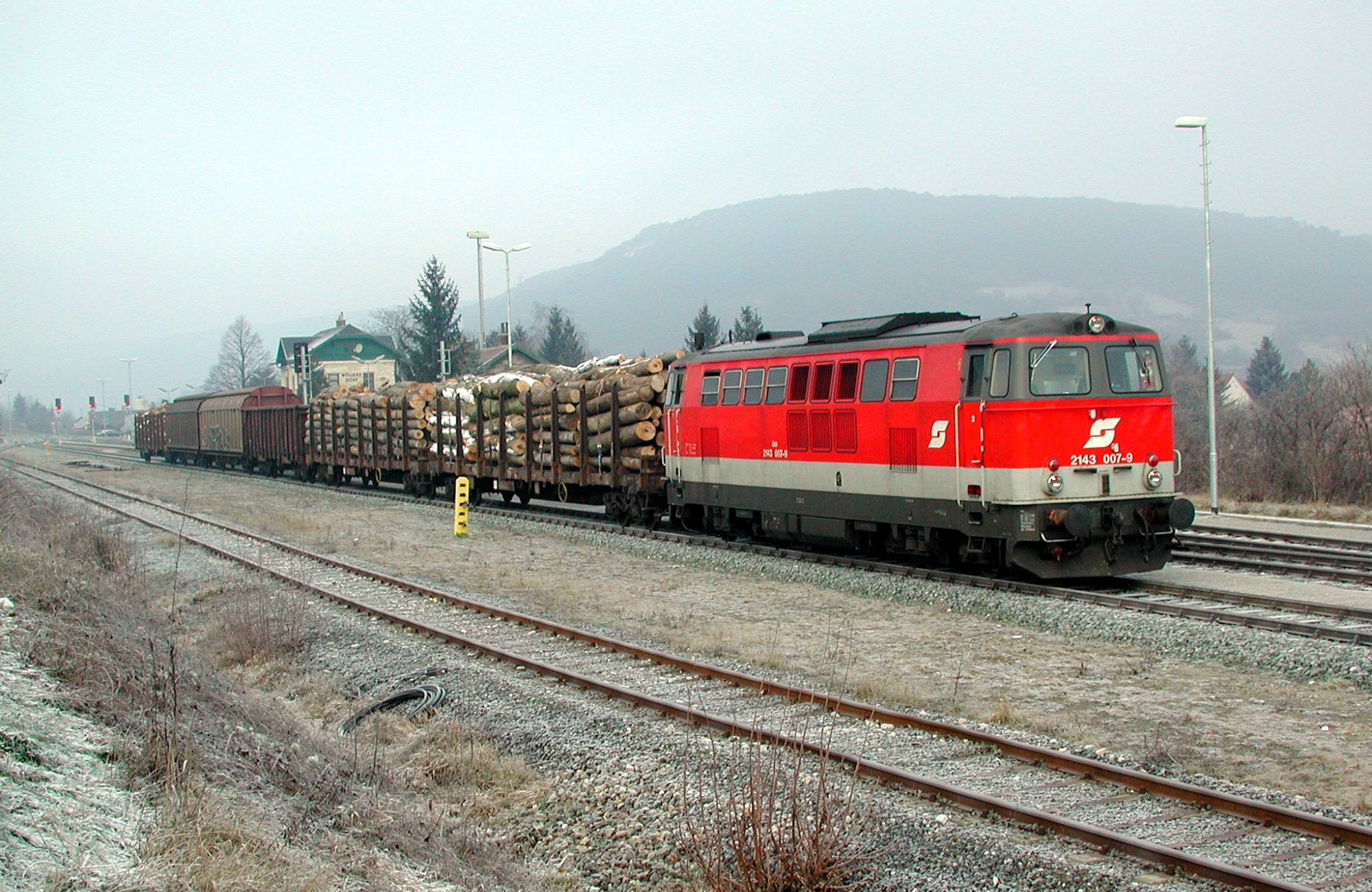
2143 007-9 mit Güterzug in Wöllersdorf an der Gutensteinerbahn (2001)
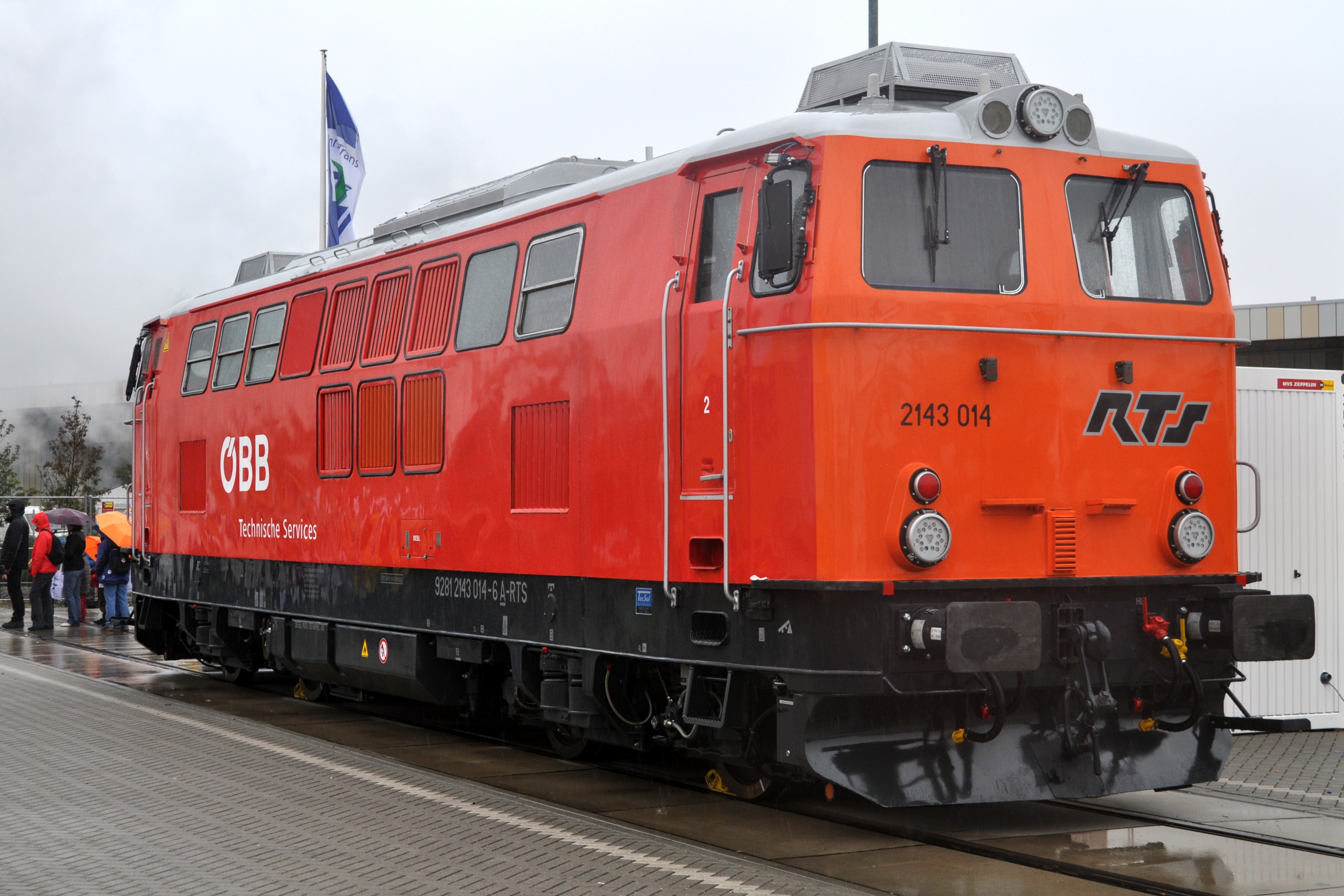
RTS 2143 014-6 auf der InnoTrans 2010
- 2143 014-5 Personenzug Ausfahrt Bahnhof Hartberg 1989